# Трећа пандемија куге
Трећа пандемија куге била је велика пандемија бубонске куге која је почела у Јунану, у Кини, 1855. године. Ова епизода бубонске куге проширила се на све континенте и на крају довела до више од 12 милиона смртних случајева у Индији и Кини (и можда преко 15 милиона широм света), и најмање 10 милиона Индијаца је убијено у Британској Индији, што је чини једном од најсмртоноснијих пандемија у историји. Према Светској здравственој организацији, пандемија се сматрала активном до 1960. године када је број жртава у свету пао на 200 годишње. Смртност од куге наставља се на нижем нивоу сваке године од тада.
Назив се односи на трећу од најмање три познате велике пандемије куге. Први је започео Јустинијановом кугом, која је похарала Византијско царство и околна подручја 541. и 542. године; пандемија је опстајала у узастопним таласима све до средине 8. века. Други је почео са црном смрћу, која је убила најмање једну трећину европског становништва у низу растућих таласа заразе од 1346. до 1353. године; ова пандемија се редовно понављала све до 19. века.
Обрасци жртава указују да су таласи ове пандемије из касног 19./раног 20. века можда долазили из два различита извора. Први је био првенствено бубонски и разношен је широм света преко океанске трговине, транспортом заражених особа, пацова и терета са бувама. Други, вирулентнији сој, био је првенствено пнеумонијског карактера.
Мрежа глобалног транспорта је погодовала и проузроковала пошироко ширење болести у наредних неколико деценија.